# Гораждански молитвеник
Гораждански молитвеник (требавник) је црквена богослужбена књига објављена 1523. године. То је уједно и последње дјело Горажданске штампарије у Сопотници.
Највећи познати примјерак овог дјела чува се у библиотеци Светог синода у Букурешту.
Домаћим ауторима Молитвеник је постао доступан тек 2006.

## Назив и садржај
Монах Теодор Љубавић у колофону књигу назива Молитвеником. У стручној литератури књига се подједнако назива и Требником. Оба назива су српскословенска и подразумијевају врсту богослужбене књиге која садржи молитвословља и свештенодејства, пјесме и каноне за свршавање чинова светих тајни, тзв. "требе". Отуда је устаљен назив за ову врсту књига, али ипак као аутентичан назив треба прихватити Молитвеник.
У предговору који је, као и за Службаник и Псалтир написао Теодор Љубавић наведено је мјесто и вријеме штампања, као и то да му је у изради помогао ђакон Радоје.
Молитвеник из 1523. године садржи молитве за свакодневне потребе(за освећење јела и пића, сјетве и жетве, као и молитве које се читају при рођењу, крштењу, вјенчању) и поговор.

## Штампа и графика
Књига је средњег формата, штампана на 1/4 табака, има 37 свешчица са укупно 296 листова, штампана на четвртини табака. Свешчице су означене ћириличким бројевима на средини доње маргине првог и на полеђини осмог листа, од прве до 37. свешчице. Првобитне тачне димензије књиге није могуће утврдити, а примјерак из Букурешта има димензије 204х135 мм. 
Графички украс Молитвеника је скроман, сведен на на двије заставице и већи број једноставних ливених иницијала висине до три реда текста. Нема ниједног великог украсног иницијала какви су красили претходне књиге. Штампа је двобојна, црно-црвена. Отисци су уједначени и чисти.

## Сачувани примјерци
Молитвеник гораждански сачуван је у 11 некомплетних примјерака или фрагмената: по један у манастирима Раваници, Хиландару, Лепавини, Шишатовцу, у Збирци Јозефа Шафарика у Прагу, у збирци Картајева, у Санкт Петерсбургу, Цавтату, БМС у Новом Саду, два у Београду и један потпун у Букурешту.